# Sainte-Cécile-d'Andorge
 (septembre 2010).
Si vous disposez d'ouvrages ou d'articles de référence ou si vous connaissez des sites web de qualité traitant du thème abordé ici, merci de compléter l'article en donnant les références utiles à sa vérifiabilité et en les liant à la section « Notes et références ».
Pour les articles homonymes, voir Sainte-Cécile, Sainte Cécile et Cécile.
Sainte-Cécile-d'Andorge est une commune française située dans le nord du département du Gard en région Occitanie.
Exposée à un climat méditerranéen, elle est drainée par le Gardon d'Alès  et par divers autres petits cours d'eau. Incluse dans les Cévennes, la commune possède un patrimoine naturel remarquable composé de deux zones naturelles d'intérêt écologique, faunistique et floristique.
Sainte-Cécile-d'Andorge est une commune rurale qui compte 528 habitants en 2022, après avoir connu un pic de population de 1 425 habitants en 1866. Elle est dans l'unité urbaine de La Grand-Combe et fait partie de l'aire d'attraction d'Alès. Ses habitants sont appelés les Sainte-Céciliens ou  Sainte-Céciliennes.

## Géographie

### Localisation
Sainte-Cécile-d'Andorge est une commune située dans le nord-ouest du Gard, et elle est limitrophe de la Lozère.
Elle est située au nord de l'ancienne ville minière de La Grand-Combe dans la Vallée Longue.

### Communes limitrophes
Les communes limitrophes sont Chamborigaud, Saint-Julien-des-Points, Le Collet-de-Dèze, Portes, La Vernarède, La Grand-Combe et Branoux-les-Taillades.

### Hydrographie
L'Andorge arrose l'ouest de la commune et fait la limite départementale.
Le Gardon d'Alès, dont les sources sont en Lozère et qui s'achève dans la plaine d'Alès, arrose la commune et coule dans la Vallée longue.
Deux barrages y ont été construits : le barrage de Sainte Cécile en 1967 pour lutter contre les crues naturelles jugées dévastatrices, en amont du barrage des Camboux construit lui en 1957 afin d'alimenter en eau la centrale thermique du Fesc, qui alimentait elle-même en énergie les puits des mines de La Grand-Combe.

### Climat
Pour des articles plus généraux, voir Climat de l'Occitanie et Climat du Gard.
En 2010, le climat de la commune est de type climat méditerranéen franc, selon une étude s'appuyant sur une série de données couvrant la période 1971-2000. En 2020, Météo-France publie une typologie des climats de la France métropolitaine dans laquelle la commune est exposée à un climat de montagne ou de marges de montagne et est dans la région climatique Provence, Languedoc-Roussillon, caractérisée par une pluviométrie faible en été, un très bon ensoleillement (2 600 h/an), un été chaud (21,5 °C), un air très sec en été, sec en toutes saisons, des vents forts (fréquence de 40 à 50 % de vents > 5 m/s) et peu de brouillards.
Pour la période 1971-2000, la température annuelle moyenne est de 12,6 °C, avec une amplitude thermique annuelle de 17,6 °C. Le cumul annuel moyen de précipitations est de 1 357 mm, avec 8 jours de précipitations en janvier et 4,3 jours en juillet. Pour la période 1991-2020, la température moyenne annuelle observée sur la station météorologique la plus proche, située sur la commune de La Grand-Combe à 6 km à vol d'oiseau, est de 13,7 °C et le cumul annuel moyen de précipitations est de 1 414,0 mm,. Pour l'avenir, les paramètres climatiques de la commune estimés pour 2050 selon différents scénarios d'émission de gaz à effet de serre sont consultables sur un site dédié publié par Météo-France en novembre 2022.

### Milieux naturels et biodiversité

#### Espaces protégés
La protection réglementaire est le mode d’intervention le plus fort pour préserver des espaces naturels remarquables et leur biodiversité associée,.
Dans ce cadre, la commune fait partie de l'aire d'adhésion du Parc national des Cévennes. Ce  parc national, créé en 1967, est un territoire de moyenne montagne formé de cinq entités géographiques : le massif de l'Aigoual, le causse Méjean avec les gorges du Tarn et de la Jonte, le mont Lozère, les vallées cévenoles ainsi que le piémont cévenol.
La commune fait partie de la zone de transition des Cévennes, un territoire d'une superficie de 116 032 ha reconnu réserve de biosphère par l'UNESCO en 1985 pour la mosaïque de milieux naturels qui la composent et qui abritent une biodiversité exceptionnelle, avec 2 400 espèces animales, 2 300 espèces de plantes à fleurs et de fougères, auxquelles s’ajoutent d’innombrables mousses, lichens, champignons,.

#### Zones naturelles d'intérêt écologique, faunistique et floristique
L’inventaire des zones naturelles d'intérêt écologique, faunistique et floristique (ZNIEFF) a pour objectif de réaliser une couverture des zones les plus intéressantes sur le plan écologique, essentiellement dans la perspective d’améliorer la connaissance du patrimoine naturel national et de fournir aux différents décideurs un outil d’aide à la prise en compte de l’environnement dans l’aménagement du territoire.
Une ZNIEFF de type 1 est recensée sur la commune :
le « Gardon d'Alès à la Grand-Combe » (179 ha), couvrant 8 communes dont 7 dans le Gard et 1 dans la Lozère et une ZNIEFF de type 2, : 
les « Hautes vallées des Gardons » (73 898 ha), couvrant 48 communes dont 27 dans le Gard et 21 dans la Lozère.

Carte des ZNIEFF de type 1 et 2 à Sainte-Cécile-d'Andorge.
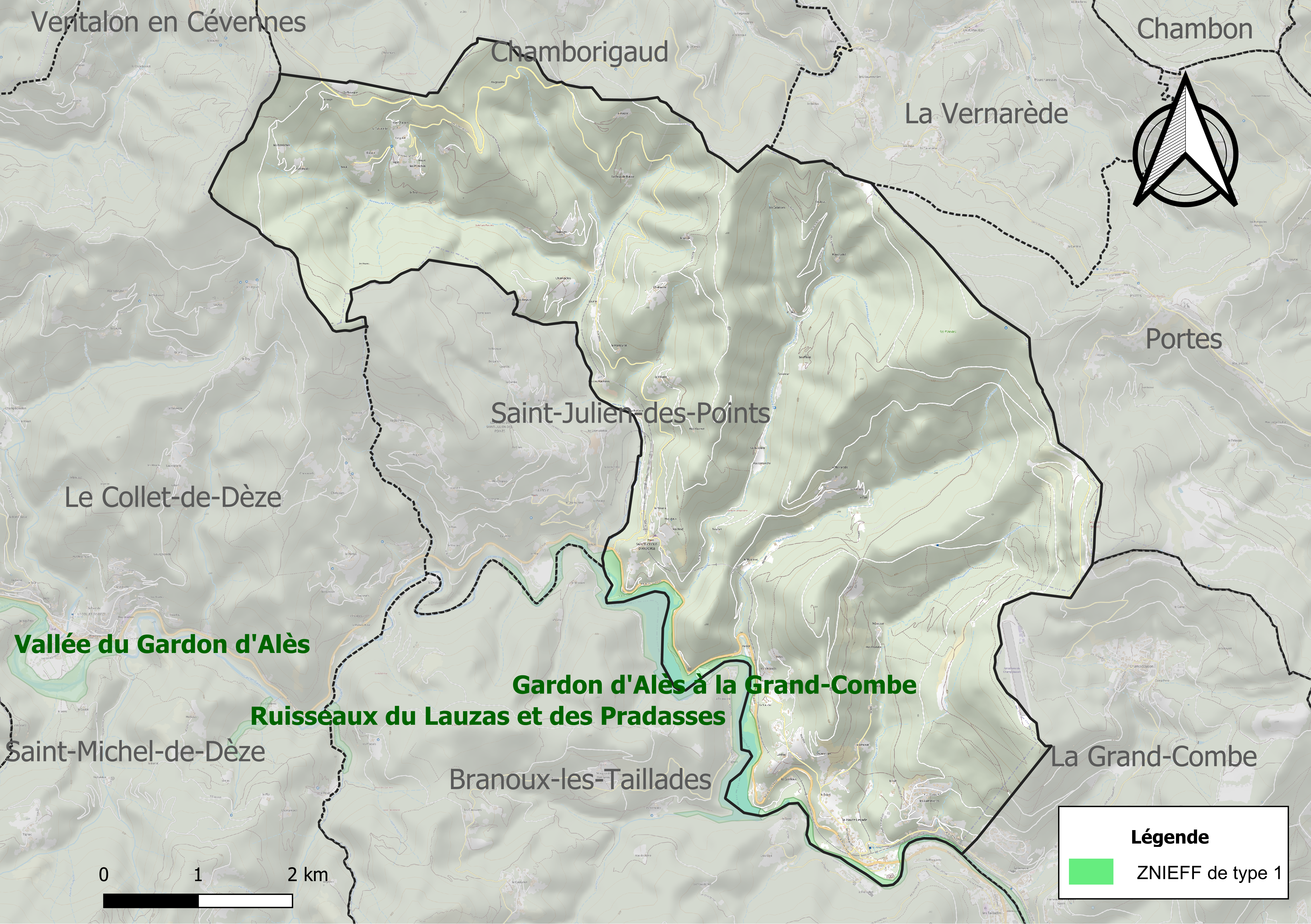
Carte de la ZNIEFF de type 1 sur la commune.
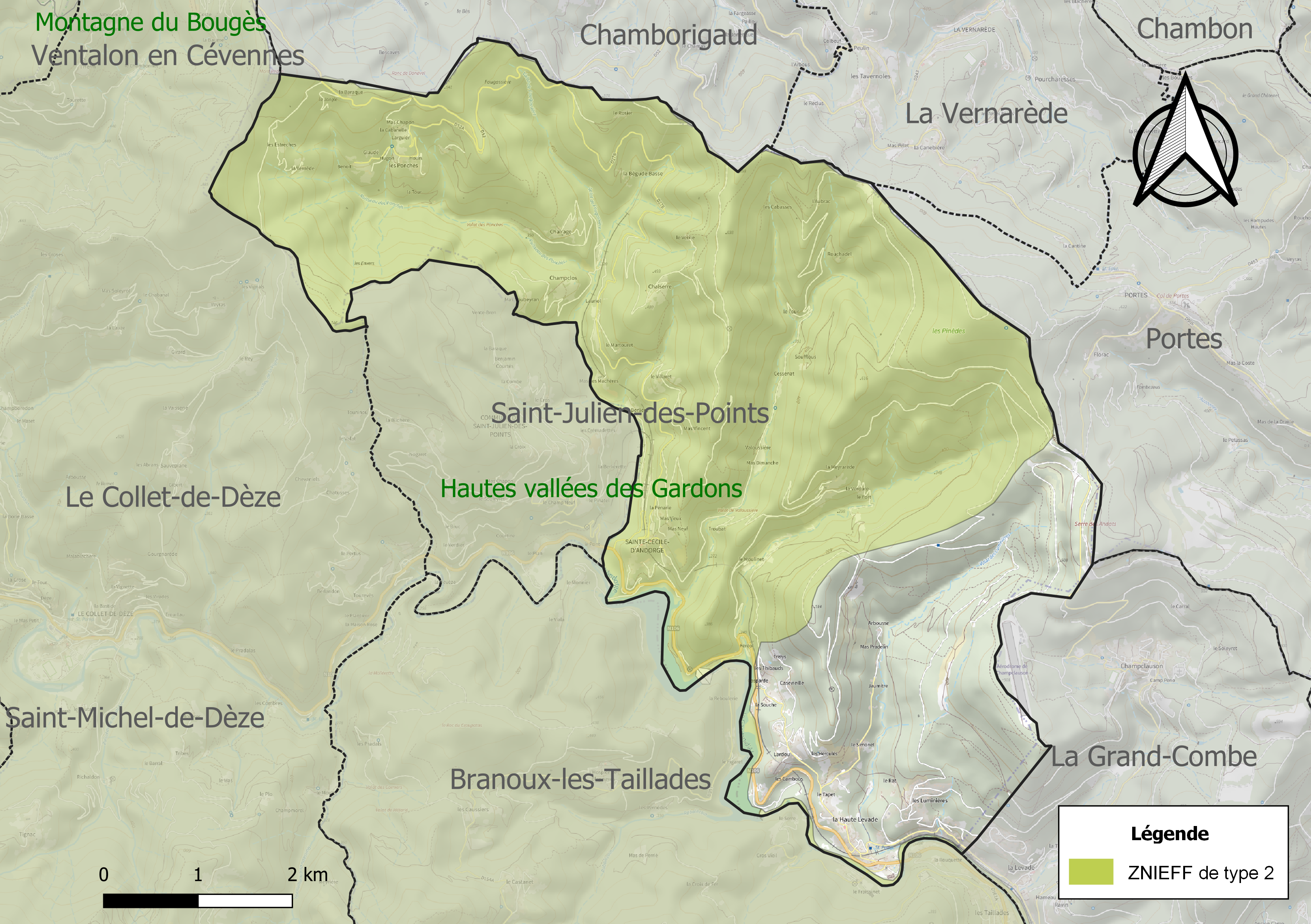
Carte de la ZNIEFF de type 2 sur la commune.

## Urbanisme

### Typologie
Au 1er janvier 2024, Sainte-Cécile-d'Andorge est catégorisée commune rurale à habitat dispersé, selon la nouvelle grille communale de densité à sept niveaux définie par l'Insee en 2022.
Elle appartient à l'unité urbaine de La Grand-Combe, une agglomération intra-départementale regroupant quatre  communes, dont elle est une commune de la banlieue,,. Par ailleurs la commune fait partie de l'aire d'attraction d'Alès, dont elle est une commune de la couronne,. Cette aire, qui regroupe 64 communes, est catégorisée dans les aires de 50 000 à moins de 200 000 habitants,.

### Occupation des sols
L'occupation des sols de la commune, telle qu'elle ressort de la base de données européenne d’occupation biophysique des sols Corine Land Cover (CLC), est marquée par l'importance des forêts et milieux semi-naturels (95,5 % en 2018), en diminution par rapport à 1990 (97,1 %). La répartition détaillée en 2018 est la suivante : 
forêts (93,6 %), zones urbanisées (1,9 %), milieux à végétation arbustive et/ou herbacée (1,9 %), zones agricoles hétérogènes (1,5 %), eaux continentales (0,9 %), zones industrielles ou commerciales et réseaux de communication (0,2 %). L'évolution de l’occupation des sols de la commune et de ses infrastructures peut être observée sur les différentes représentations cartographiques du territoire : la carte de Cassini (XVIIIe siècle), la carte d'état-major (1820-1866) et les cartes ou photos aériennes de l'IGN pour la période actuelle (1950 à aujourd'hui).

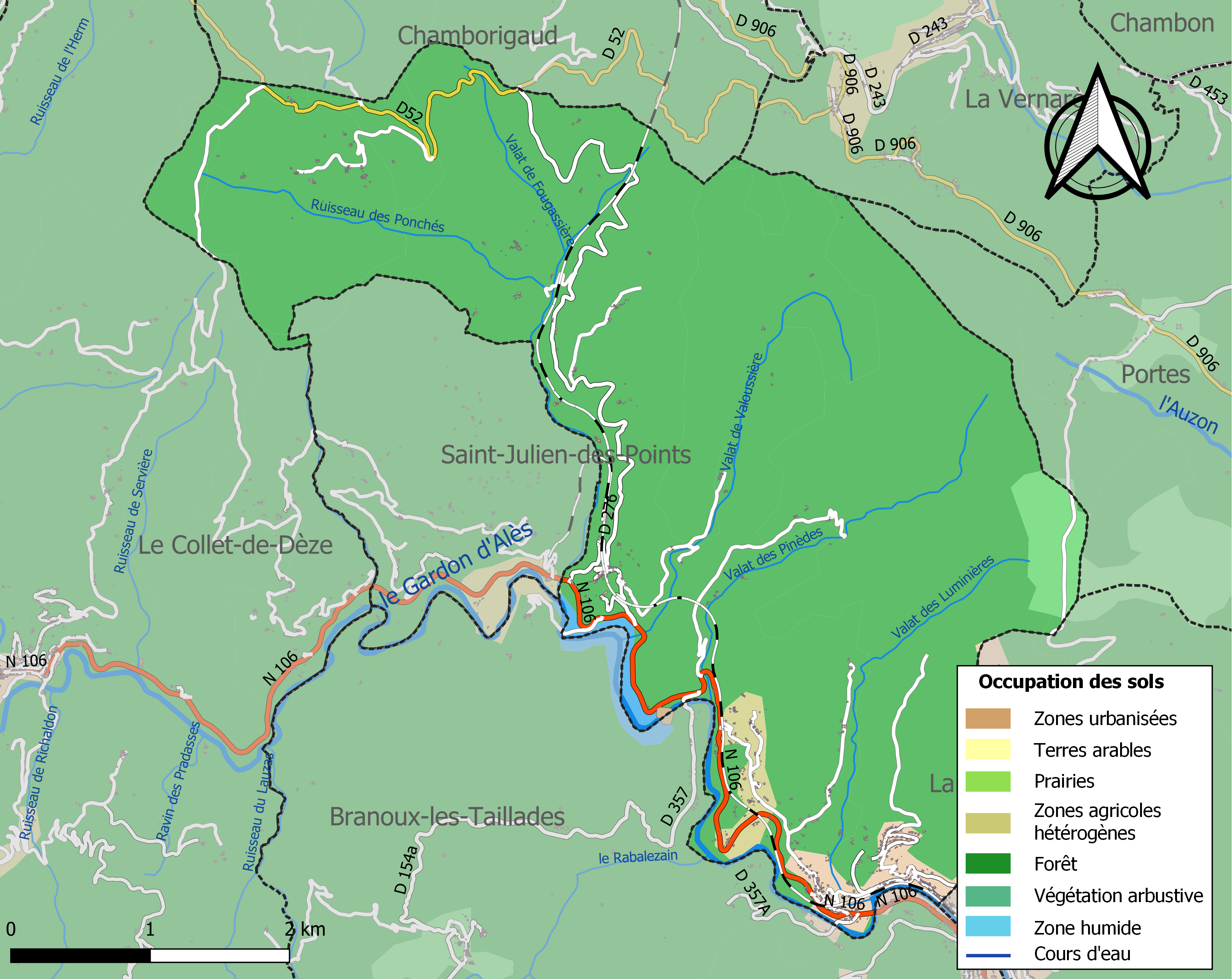
Carte des infrastructures et de l'occupation des sols de la commune en 2018 (CLC).

### Risques majeurs
Le territoire de la commune de Sainte-Cécile-d'Andorge est vulnérable à différents aléas naturels : météorologiques (tempête, orage, neige, grand froid, canicule ou sécheresse), inondations, feux de forêts, mouvements de terrains et séisme (sismicité faible). Il est également exposé à deux risques technologiques,  le transport de matières dangereuses et la rupture d'un barrage, et à un risque particulier : le risque de radon. Un site publié par le BRGM permet d'évaluer simplement et rapidement les risques d'un bien localisé soit par son adresse soit par le numéro de sa parcelle.

#### Risques naturels
La commune fait partie du territoire à risques importants d'inondation (TRI) d'Alès, regroupant 37 communes autour d'Alès, un des 31 TRI qui ont été arrêtés fin 2012 sur le bassin Rhône-Méditerranée, retenu au regard des risques de débordements de la Cèze et des Gardons. Parmi les dernières crues significatives qui ont touché le territoire figurent celles de 1958 et de septembre 2002. Des cartes des surfaces inondables ont été établies pour trois scénarios : fréquent (crue de temps de retour de 10 ans à 30 ans), moyen (temps de retour de 100 ans à 300 ans) et extrême (temps de retour de l'ordre de 1 000 ans, qui met en défaut tout système de protection),. La commune a été reconnue en état de catastrophe naturelle au titre des dommages causés par les inondations et coulées de boue survenues en 1982, 1983, 1992, 1995, 2008, 2011 et 2015,.

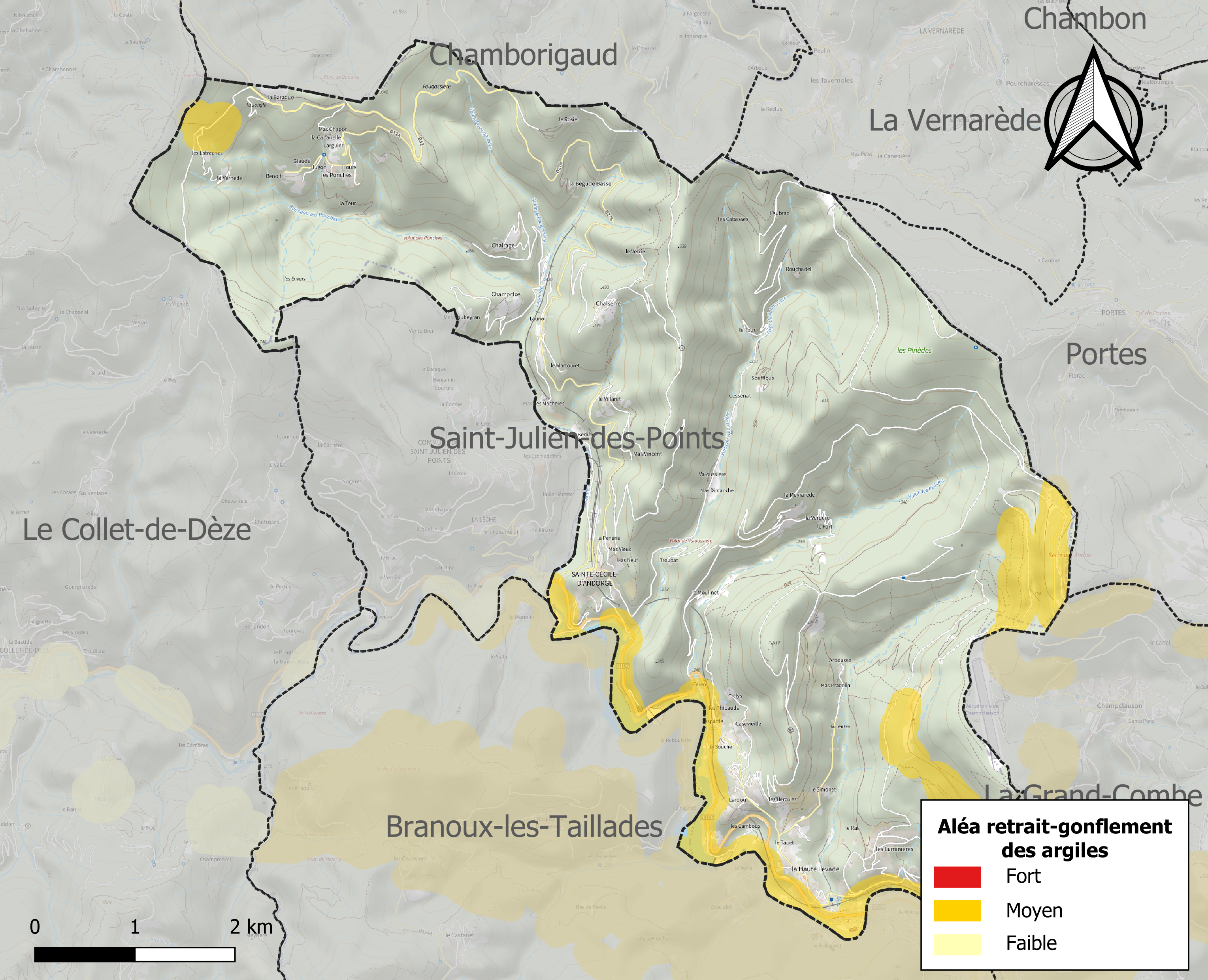
Carte des zones d'aléa retrait-gonflement des sols argileux de Sainte-Cécile-d'Andorge.

La commune est vulnérable au risque de mouvements de terrains constitué principalement du retrait-gonflement des sols argileux. Cet aléa est susceptible d'engendrer des dommages importants aux bâtiments en cas d’alternance de périodes de sécheresse et de pluie. 8,7 % de la superficie communale est en aléa moyen ou fort (67,5 % au niveau départemental et 48,5 % au niveau national). Sur les 297 bâtiments dénombrés sur la commune en 2019, 45 sont en aléa moyen ou fort, soit 15 %, à comparer aux 90 % au niveau départemental et 54 % au niveau national. Une cartographie de l'exposition du territoire national au retrait gonflement des sols argileux est disponible sur le site du BRGM,.
Par ailleurs, afin de mieux appréhender le risque d’affaissement de terrain, l'inventaire national des cavités souterraines permet de localiser celles situées sur la commune.
Concernant les mouvements de terrains, la commune a été reconnue en état de catastrophe naturelle au titre des dommages causés par des mouvements de terrain en 1983.

#### Risques technologiques
Le risque de transport de matières dangereuses sur la commune est lié à sa traversée par des infrastructures routières ou ferroviaires importantes ou la présence d'une canalisation de transport d'hydrocarbures. Un accident se produisant sur de telles infrastructures est en effet susceptible d’avoir des effets graves au bâti ou aux personnes jusqu’à 350 m, selon la nature du matériau transporté. Des dispositions d’urbanisme peuvent être préconisées en conséquence.
La commune est en outre située en aval du barrage de Sainte-Cécile-d'Andorge, un ouvrage de classe A doté d'un PPI. À ce titre elle est susceptible d’être touchée par l’onde de submersion consécutive à la rupture de cet ouvrage.

#### Risque particulier
Dans plusieurs parties du territoire national, le radon, accumulé dans certains logements ou autres locaux, peut constituer une source significative d’exposition de la population aux rayonnements ionisants. Certaines communes du département sont concernées par le risque radon à un niveau plus ou moins élevé. Selon la classification de 2018, la commune de Sainte-Cécile-d'Andorge est classée en zone 3, à savoir zone à potentiel radon significatif.

## Histoire
La commune compte quelques vestiges préhistoriques sous forme de tumuli et de gravures préhistoriques notamment au hameau des Ponchets.
La commune avec son habitat dispersé datant du XIIIe siècle et ses mas en schiste est encore préservée de l'urbanisation. Le clocher à tour de son église date du XIIe siècle [réf. souhaitée].
Cette commune située en pays protestant est restée fidèle au catholicisme durant la guerre des Camisards (1702 - 1705), ce qui lui a valu un épisode tragique. Le 11 octobre 1703 le village de Sainte-Cécile-d’Andorge et celui de Saint-Julien-des-Points sont incendiés par Rolland et Jouanny : 800 à 900 camisards se vengent contre le village papiste de Sainte-Cécile-d’Andorge épargné par la dévastation des Hautes Cévennes le mois précédent. Les habitants se réfugient dans leur église transformée en forteresse. Neuf habitants  qui n’ont pu atteindre à temps l’église sont tués, les autres seront sauvés. Quelques jours plus tard, l'abbé Vidal, curé de Sainte-Cécile mènera une expédition punitive et meurtrière contre la paroisse voisine de Blannaves entièrement réformée. L'historien Robert Sauzet relate ces évènements dans un ouvrage qui fait place à la minorité religieuse des catholiques intitulée LES CÉVENNES CATHOLIQUES. Histoire d'une fidélité. XVIe – XXe siècle''
Au cours de la Révolution française, la commune porte provisoirement le nom de Andorge-le-Gardon.
Durant la révolution industrielle, la commune profite du voisinage de deux compagnies houillères importantes, la Compagnie de Portes et Sénéchas, et celle de la Grand-Combe.
Plusieurs chemins de fer vont la traverser (et la désenclaver) dont celui de Paulin Talabot : le PLM, future ligne des Cévennes, passe en effet dès 1867 dans la commune dont la gare accueille durant leurs excursions cévenoles deux amoureux célèbres, Simone de Beauvoir et Jean-Paul Sartre comme le raconte la première dans les mémoires d'une jeune fille rangée.
Aujourd'hui la commune qui compte près de 560 habitants contre 470 il y a vingt ans, s'est tournée résolument vers le tourisme. Elle participe à la restauration partielle d'un autre chemin de fer, l'ancien CFD qui reliait Sainte-Cécile-d'Andorge à Florac (1909-1968) au sein d'une association intercommunale "le TAC" (train de l'Andorge en Cévennes) et de la future voie verte appelée dans un premier temps "Transcévenole" puis maintenant "Ligne verte".
Un chemin de fer atypique traverse aussi le territoire de la commune. Les plans inclinés de Portes et Sénéchas qui reliaient les mines de La Vernarède à la gare terminus de la Levade, à La Grand-Combe, furent construits en 1859 par le financier Jules Mirès (1809-1871) alors propriétaire de la Compagnie de Portes.
Ce roulage minier qui fonctionna de 1859 à 1867 utilisait la gravité. Dans le système "bis automoteur" conçu et développé par l'ingénieur Paul-Adrien Bourdaloue dans la région de La Grand-Combe, les wagons pleins qui descendent font remonter les wagons vides grâce à un système de câbles. Ainsi étaient en partie solutionnées les difficultés de transport liées au relief cévenol.
La municipalité a fait restaurer en 2003-2004 les ouvrages d'art qui composaient ce système original et en a fait des sentiers de randonnée (la tour des Pinèdes et la tour du Simonet).
La tour du Simonet accueille des expositions temporaires sous le nom d'écogalerie d'art du Simonet.
Les habitants de Sainte-Cécile-d'Andorge portent le sobriquet collectif de "cambaluts", en occitan "ceux qui ont de longues jambes". Ces derniers auraient en effet développé une agilité particulière en raison du relief accidenté et des nombreux cours d'eau qu'ils devaient souvent franchir à gué.

## Héraldique
| Blason de Sainte-Cécile-d'Andorge | Blason  | D'or au pal losangé d'argent et de sable.        |
| Blason de Sainte-Cécile-d'Andorge | Détails | Le statut officiel du blason reste à déterminer. |

## Politique et administration
| Période    | Période  | Identité       | Étiquette | Qualité    |
| ---------- | -------- | -------------- | --------- | ---------- |
| avant 1988 | ?        | André Vieljeuf |           |            |
| mars 1989  | 2001     | Gérard Bernon  |           |            |
| mars 2001  | En cours | Jacques Pépin  | UMP-LR    | Professeur |

## Démographie
L'évolution du nombre d'habitants est connue à travers les recensements de la population effectués dans la commune depuis 1793. Pour les communes de moins de 10 000 habitants, une enquête de recensement portant sur toute la population est réalisée tous les cinq ans, les populations de référence des années intermédiaires étant quant à elles estimées par interpolation ou extrapolation. Pour la commune, le premier recensement exhaustif entrant dans le cadre du nouveau dispositif a été réalisé en 2006.

En 2022, la commune comptait 528 habitants, en évolution de −8,97 % par rapport à 2016 (Gard : +2,97 %, France hors Mayotte : +2,11 %).
| 1793 | 1800 | 1806 | 1821 | 1831 | 1836 | 1841 | 1846 | 1851 |
| ---- | ---- | ---- | ---- | ---- | ---- | ---- | ---- | ---- |
| 600  | 597  | 603  | 697  | 672  | 670  | 690  | 682  | 869  |

| 1856 | 1861  | 1866  | 1872 | 1876  | 1881  | 1886  | 1891  | 1896  |
| ---- | ----- | ----- | ---- | ----- | ----- | ----- | ----- | ----- |
| 904  | 1 039 | 1 425 | 994  | 1 075 | 1 050 | 1 180 | 1 159 | 1 186 |

| 1901  | 1906  | 1911  | 1921  | 1926 | 1931 | 1936 | 1946 | 1954 |
| ----- | ----- | ----- | ----- | ---- | ---- | ---- | ---- | ---- |
| 1 191 | 1 094 | 1 038 | 1 009 | 926  | 819  | 853  | 874  | 852  |

| 1962 | 1968 | 1975 | 1982 | 1990 | 1999 | 2006 | 2011 | 2016 |
| ---- | ---- | ---- | ---- | ---- | ---- | ---- | ---- | ---- |
| 773  | 620  | 499  | 476  | 483  | 490  | 543  | 575  | 580  |

| 2021 | 2022 | - | - | - | - | - | - | - |
| ---- | ---- | - | - | - | - | - | - | - |
| 550  | 528  | - | - | - | - | - | - | - |

## Économie

### Revenus
En 2018  (données Insee publiées en septembre 2021), la commune compte 251 ménages fiscaux, regroupant 520 personnes. La médiane du revenu disponible par unité de consommation est de 19 650 € (20 020 € dans le département).

### Emploi
|                | 2008   | 2013  | 2018   |
| -------------- | ------ | ----- | ------ |
| Commune        | 6,3 %  | 9,9 % | 12,3 % |
| Département    | 10,6 % | 12 %  | 12 %   |
| France entière | 8,3 %  | 10 %  | 10 %   |

En 2018, la population âgée de 15 à 64 ans s'élève à 363 personnes, parmi lesquelles on compte 69,7 % d'actifs (57,4 % ayant un emploi et 12,3 % de chômeurs) et 30,3 % d'inactifs,. En  2018, le taux de chômage communal (au sens du recensement) des 15-64 ans est supérieur à celui du département et de la France, alors qu'en 2008 la situation était inverse.
La commune fait partie de la couronne de l'aire d'attraction d'Alès, du fait qu'au moins 15 % des actifs travaillent dans le pôle,. Elle compte 58 emplois en 2018, contre 58 en 2013 et 51 en 2008. Le nombre d'actifs ayant un emploi résidant dans la commune est de 211, soit un indicateur de concentration d'emploi de 27,5 % et un taux d'activité parmi les 15 ans ou plus de 51,5 %.
Sur ces 211 actifs de 15 ans ou plus ayant un emploi, 48 travaillent dans la commune, soit 23 % des habitants. Pour se rendre au travail, 90,8 % des habitants utilisent un véhicule personnel ou de fonction à quatre roues, 2 % les transports en commun, 3,3 % s'y rendent en deux-roues, à vélo ou à pied et 3,9 % n'ont pas besoin de transport (travail au domicile).

### Activités hors agriculture
29 établissements sont implantés  à Sainte-Cécile-d'Andorge au 31 décembre 2019. Le tableau ci-dessous en détaille le nombre par secteur d'activité et compare les ratios avec ceux du département,.
Le secteur du commerce de gros et de détail, des transports, de l'hébergement et de la restauration est prépondérant sur la commune puisqu'il représente 37,9 % du nombre total d'établissements de la commune (11 sur les 29 entreprises implantées  à Sainte-Cécile-d'Andorge), contre 30 % au niveau départemental.

### Agriculture
|               | 1988 | 2000 | 2010 | 2020 |
| ------------- | ---- | ---- | ---- | ---- |
| Exploitations | 22   | 15   | 11   | 3    |
| SAU (ha)      | 257  | 219  | 14   | 28   |

La commune est dans les Cévennes, une petite région agricole occupant l'ouest du département du Gard. En 2020, l'orientation technico-économique de l'agriculture  sur la commune est la polyculture et/ou le polyélevage. Trois exploitations agricoles ayant leur siège dans la commune sont dénombrées lors du recensement agricole de 2020 (22 en 1988). La superficie agricole utilisée est de 28 ha,,.

## Culture locale et patrimoine

### Lieux et monuments
- Église Sainte-Cécile de Sainte-Cécile-d'Andorge.
- Chapelle de la Haute-Levade.

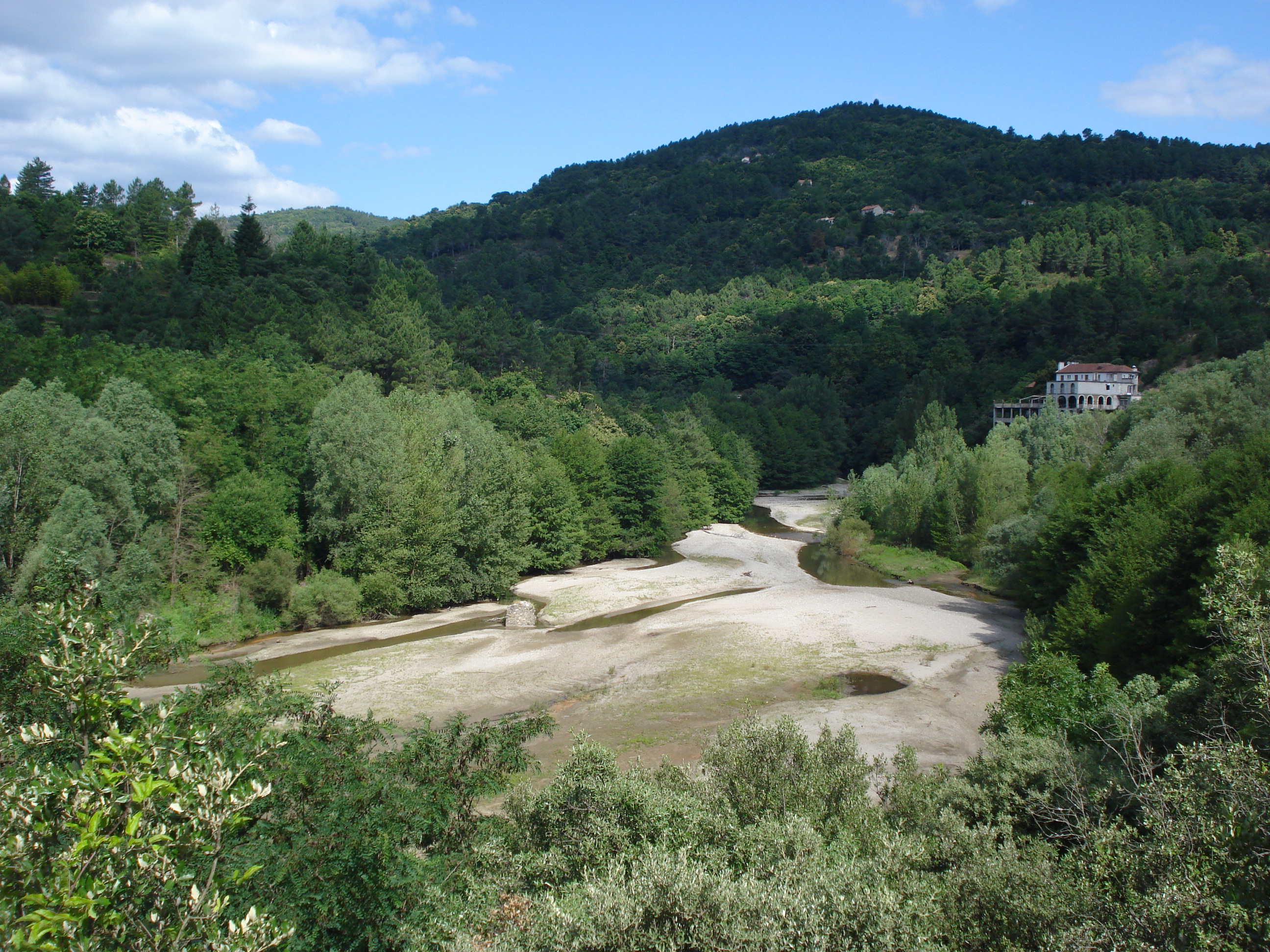
Gardon d'Alès près de Sainte-Cécile-d'Andorge.
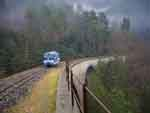
Viaduc sur l'Andorge.
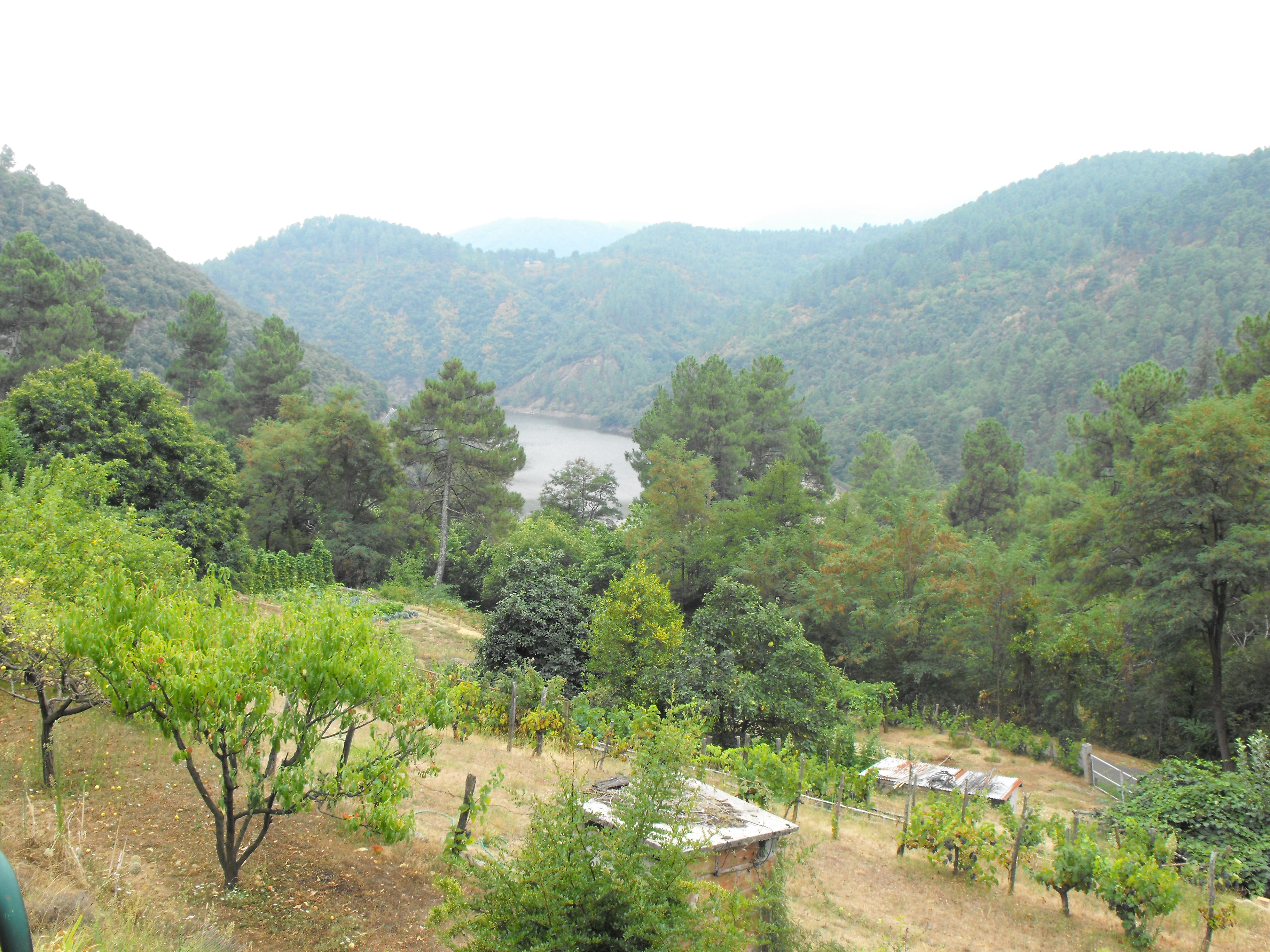
Le lac de Sainte-Cécile-d'Andorge.
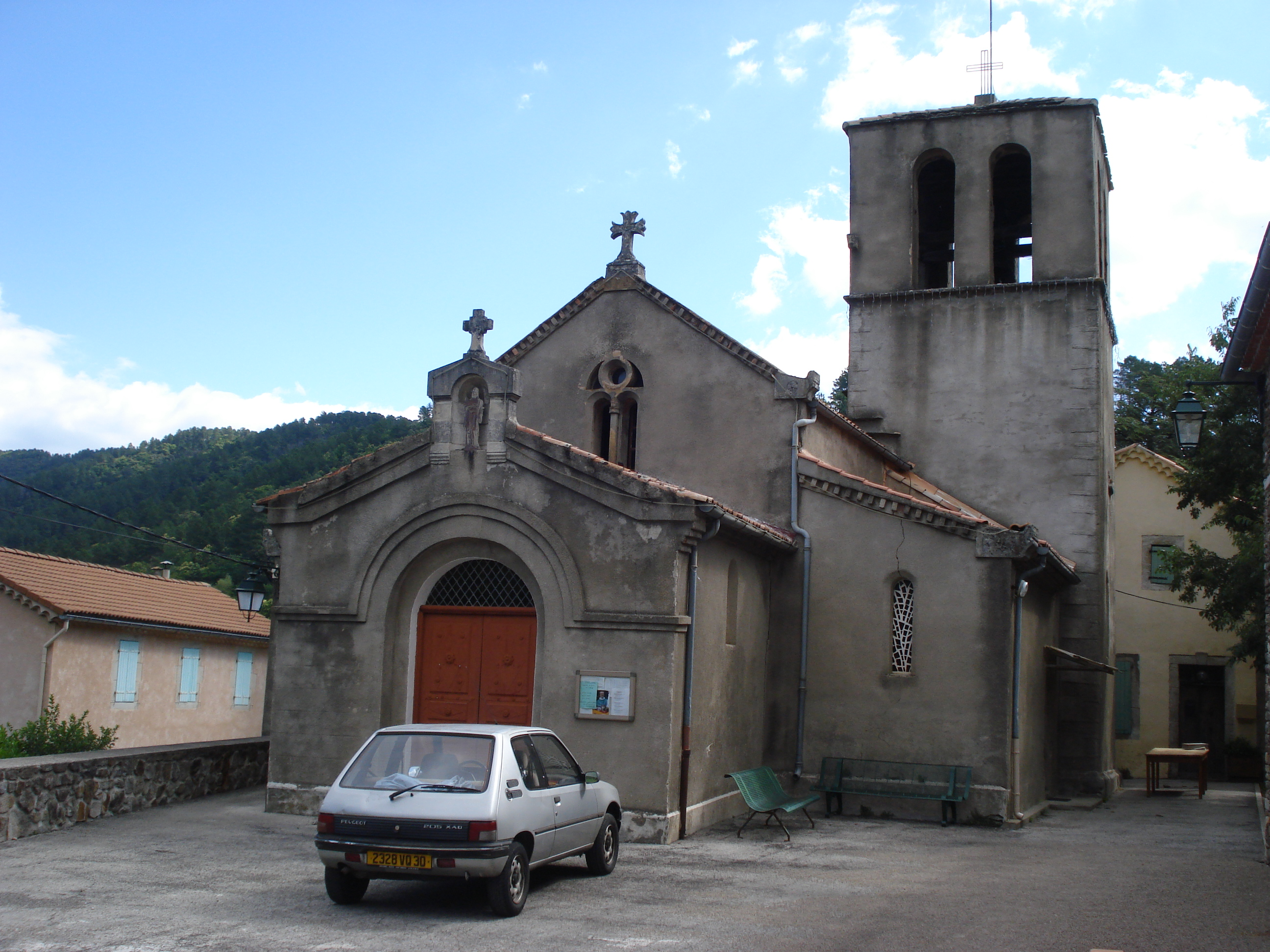
Église Sainte-Cécile de Sainte-Cécile-d'Andorge.
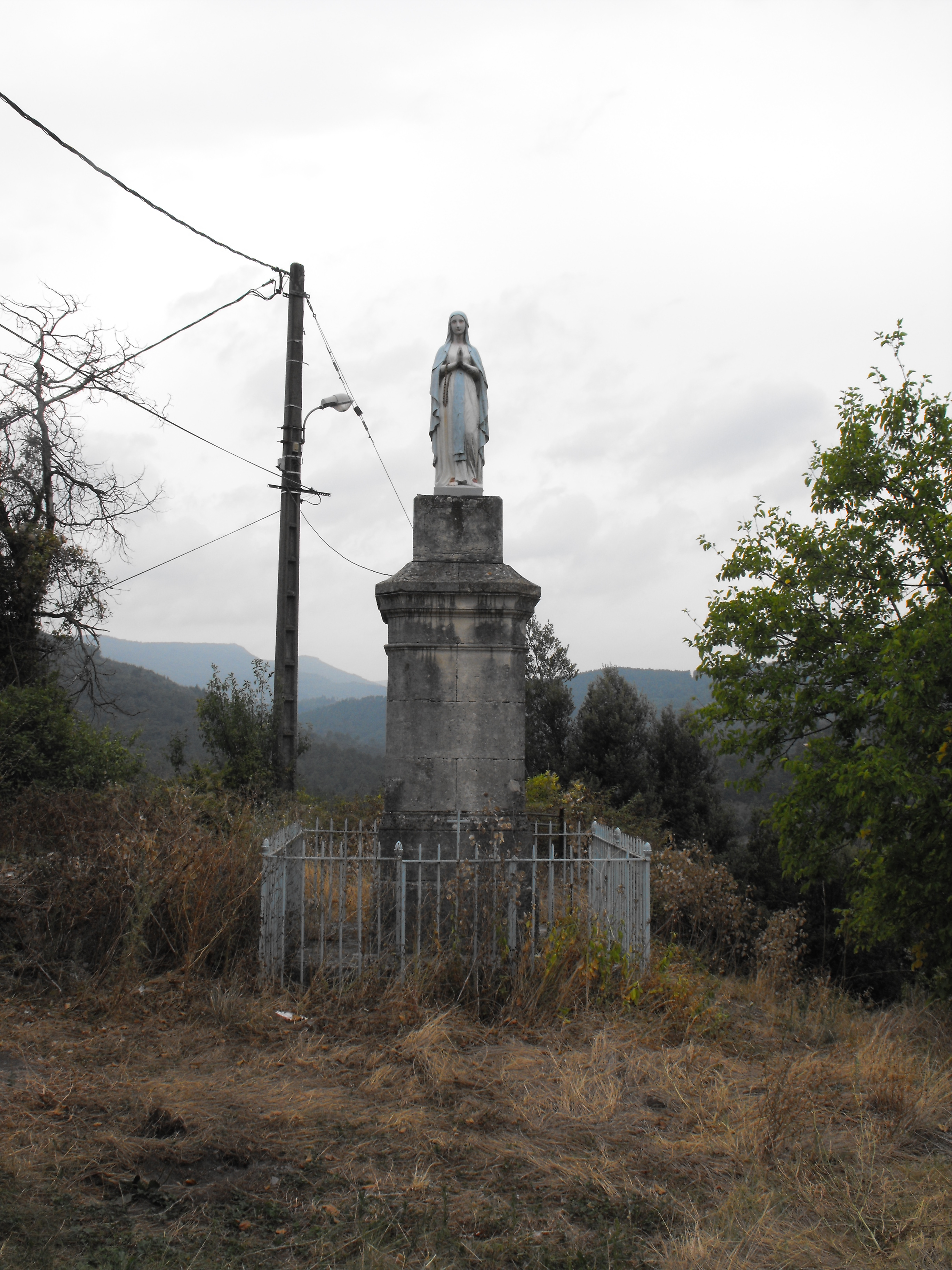
La statue de Notre-Dame de Lourdes.